# روبرتو لاراتز
روبرتو لاراتز (ایتالیایی: Roberto Larraz; ۲۰ اوت ۱۸۹۸ – ۲۷ نوامبر ۱۹۷۸) شمشیرباز اهل آرژانتین بود.
وی در مسابقات کشوری و بین‌المللی در مجموع برندهٔ ۱ مدال برنز شده‌است.